# Malem
La municipalità di Malem è una delle quattro divisioni amministrative dello Stato di Kosrae, uno degli Stati Federati di Micronesia. Il territorio è composto da un settore dell'isola di Kosrae e conta 1 771 abitanti. Il principale centro abitato è Malem. In lingua locale, malem significa luna; tale denominazione deriva dal fatto che la luna piena compare ogni mese dall'oceano direttamente davanti alla spiaggia rocciosa del villaggio.